# Arbeitsgemeinschaft Natur- und Umweltbildung
Die Arbeitsgemeinschaft Natur- und Umweltbildung (ANU) ist der Dachverband der Umweltbildungseinrichtungen in Deutschland sowie der in der Umweltbildung tätigen Initiativen und Einzelpersonen. Der ANU gehören über 1.000 Mitglieder an.

## Geschichte
Im Jahr 1988 wurde die ANU zunächst als lockerer Verbund von Umweltbildungseinrichtungen gegründet. Im Jahr 1990 wurde die Arbeit durch die Gründung des eingetragenen Vereins organisatorisch verbessert.

## Gliederung
Die ANU gliedert sich in einen Bundesverband und 14 Landesverbände. Der Bundesverband und die Landesverbände sind jeweils eigenständige, gemeinnützige und eingetragene Vereine.

## Ziele
- Lobbyarbeit für die Mitgliedseinrichtungen durch Information von Entscheidungsträgern in Politik und Verwaltung über die Belange der Umweltbildung, Naturbildung und Natur- und Umweltpädagogik.
- Unterstützung der Mitglieder durch Organisation eines Informationsaustausches untereinander und Beratung von neuen Mitgliedern
- Öffentlichkeitsarbeit
- Durchführung von Projekten zur Förderung der Umweltbildung
- Angebote zur Qualifizierung von Mitarbeitern von Umweltbildungseinrichtungen

## Arbeit

### Projekte
Leuchtpol
Durchführung eines bundesweiten Fortbildungsprojektes Leuchtpol für Erzieherinnen und Erzieher zur Bildung für nachhaltige Entwicklung in Kindergärten mit dem Schwerpunkt Energie und Umwelt. Ab September 2009 war Leuchtpol bundesweit aktiv, acht Regionalbüros führten die Fortbildungen vor Ort durch. Das über vier Jahre laufende Projekt wurde durch die E.ON mit 27 Mio. € finanziert.
In Schleswig-Holstein, Hamburg und Mecklenburg-Vorpommern wurden 26 fünftägige Leuchtpol-Fortbildungen für pädagogische Fachkräfte durch die von Jürgen Oppermann gegründeten Stiftung „Save Our Future“ durchgeführt.
In Konsultations-Kindertagesstätten wurde das Thema Nachhaltigkeit gefördert.
Leuchtpol unterstützte mit der Wanderausstellung Die Kuh im Kühlschrank Kindertagesstätten bei ihrer Arbeit.

### Tagungen und Seminare
Als Beispiele:
- Vom Handeln zum Wissen – Umweltzentren als Change Agents einer Transformation von unten (2017).[8]
- Soziale Plastik-Werkstatt Die wandelnden Gärten (2015) in Kooperation mit dem und.Institut.[9]